# Habbestorp
Habbestorp är en bebyggelse i Mönsterås socken i Mönsterås kommun, Kalmar län. Habbestorp ligger vid Habbestorpsbäcken och består av ett tjugotal hus som ligger samlade kring en äldre väg, söder om den nuvarande Fliserydsvägen. Byn innehåller också en del äldre bybebyggelse, som en tidigare skolbyggnad med lärarbostäder och en samlingslokal. Mellan 2010 och 2020 avgränsade SCB här en småort.
I byn bedrivs Jord- och skogsbruk. Odlingslandskapet runt om byn bevarar fortfarande mycket av 1800-talets utseende. De många fynden från stenåldern i byns närhet tyder på en tidig bosättning på platsen, och det finns en hällristning.